# Мечеть имама Хасана
Мечеть Имама Гасана (азерб. İmam Həsən məscidi) — мечеть в поселке Бина, Хазарского района, города Баку, Азербайджан.

## История
Мечеть Имама Гасана была построена в верхних кварталах бакинского посёлка Бузовна (ныне территория поселка Бина) в 1840 году. В советский период, с 1937 по 1994 год мечеть была закрыта и не использовалась. Начиная с 1993 года на территории мечети проводятся ремонтно-восстановительные работы и работы по благоустройству.
У входа в мечеть, на стене установлена деревянная рамка со стеклянным покрытием на котором написано следующее: «Начало строительства мечети было заложено в 1756 году и завершено 1 числа месяца Мухаррам в 1840 году. Строителем мечети был знаменитый мастер Уста Халыг, организатором — Мешеди Рза. Восстановление мечети было завершено в июле 1903 года жителем поселка Бузовна — Фараджевым Мирзой Гусейнага оглы. Руководил работами Агами Алверди».

## Государственная регистрация
Религиозная община мечети имени Имама Гасана прошла регистрацию в Государственном комитете Азербайджанской Республики по работе с религиозными общинами.

## Описание и архитектура
Мечеть двухэтажная, прямоугольной формы, обладает простым внутренним интерьером. У мечети две входные двери и три окна. На втором этаже расположено женское отделение. Общая площадь мечети составляет 200 м². Размер внутренней площади составляет 4 х 21 метр. Стены возведены из отёсанных каменных плит, толщина которых составляет один метр. На дверях основного входа высечены две каменные надписи. Внутри мечети каких-либо каменных надписей нет. Во время реставрационных работ, проведенных в конце XX века, были построены крыльцо, комната для омовений и другие подсобные помещения. Мечеть одновременно может принять до 250 верующих.